# The Blacksmith's Shop

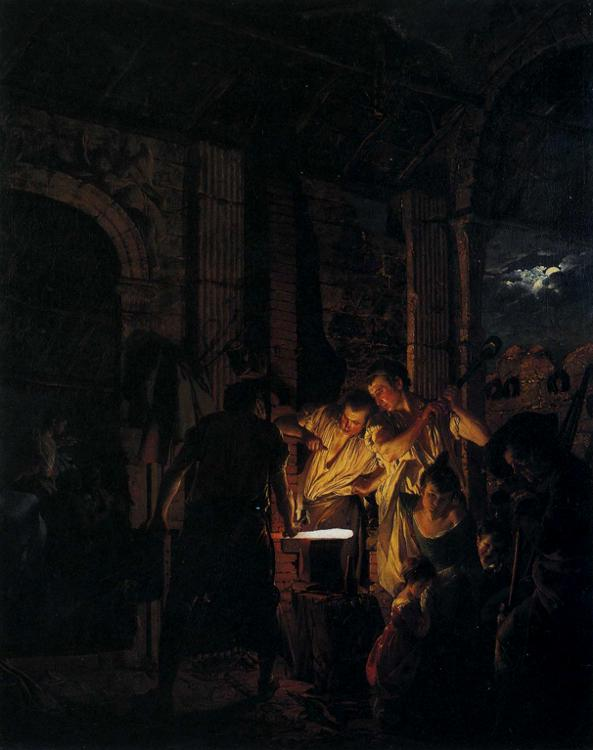
The Blacksmith's Shop, obraz z roku 1771, který se nyní nachází v Muzeu a galerii města Derby.

The Blacksmith's Shop (česky: Kovárna) je opakující se téma pěti obrazů Josepha Wrighta z Derby. Verze nacházející se v jeho domovském městě byla dokončena roku 1771.

## Popis
Joseph Wright z Derby vytvořil na téma kovárny mezi lety 1771 a 1773 pět maleb. Verze z Derbského muzea zobrazuje kovárnu, kde jsou tři muži vyrábějící železnou nebo ocelovou součástku. Přítomnost návštěvníků a noční práci vysvětluje venku pracující koňský veterinář. Wright si představoval, že cestovatel během jízdy spadl a veterinář tedy pracuje za světla svíčky. Tímto způsobem mohl předvést své schopnosti a zájem v práci se světlem a stíny. V pravé části obrazu je muž, jenž se nečinně opírá o hůl. Wrightův životopisec Benedict Nicolson poznamenává, že tato osoba se neshýbá nevrle, ale s úctou. Je příliš starý na to, aby pracoval, ale váží si těch, kteří pracují. Zkoumání jednoho z Wrigtových obrazů s kovárenským prostředím odhalilo, jak daleko šel, aby dosáhl své představy. Pod obrazem slitku kovu, skrytý pod vrstvami žluté i bílé barvy, výzkumníci objevili malý kousek zlata, který tam Joseph Wright před dvěma stoletími umístil. Podle odborníků toto zlato malbu nijak neovlivňuje, ale Wright si zřejmě myslel, že by mohlo.

## Další verze
Pozdější verze Kovárny, které zobrazují ne tradiční, ale spíše moderní kovářskou práci, se dnes nacházejí v petrohradské Ermitáži a londýnské Tate Britain. Na těchto obrazech pracuje hlavní postava se silným bucharem, zatímco je sledována svou rodinou. Noční charakter Wrigtových „nočních děl“ se od jeho současníků lišil. Skutečná novinka však spočívala v námětu. Vodou poháněné kladivo nebylo nové, ale Wright byl inovativní v návrhu, že i tyto scény mohou být předmětem výtvarníků. Z tohoto důvodu jsou jeho obrazy často považovány za symbol průmyslové revoluce a osvícenství. Joseph Wright byl důležitou postavou ve vztahu k birminghamské Měsíční společnosti i Derbské filosofické společnosti, jejichž členové se zasloužili o rozvoj vědy a techniky v Anglii. V roce 1772 Wright vytvořil 112 × 132 centimetrů velikou verzi na kovárenské téma nazvanou An Iron Forge, kterou prodal lordu Palmerstonovi za 200 liber. Tato malba je stále majetkem Palmerstonových potomků. Další verze, veliká 104 × 140 centimetrů a nazvaná An Iron Forge viewed from without, byla prodána ruské carevně Kateřině II. Veliké. Kateřina Veliká si od Josepha Wrighta koupila ještě další dvě díla: jedno zobrazující ohňostroj a také obraz Vesuvu. Kovárna byla však považována za nejlepší z nich.
Verzi z roku 1771 nazvanou The Blacksmith's Shop Wright prodal lordu Melbourneovi, v jehož rodině zůstala až do doby, kdy byla prodána a umístěna do Down House, kde se připojila ke sbírce na památku Charlese Darwina. Nyní se nachází v Mellonově sbírce.
An Iron Forge rozvíjí myšlenku o kováři, jehož řemeslo se po stovky let téměř nezměnilo. Toto dílo z roku 1772 ukazuje, jak vodou poháněný buchar dovoluje kováři stát pyšně před svou rodinou. Obraz se dnes nachází v Tate Britain v Londýně. Podobná malba, jen viděná ze vně kovárny, je výše zmíněná An Iron Forge viewed from without, jež je k vidění v Ermitáži.

## Původ
Malbu kovárny z roku 1771 koupily ArtFund a Muzeum města Derby v roce 1979 od Gregovy rodiny, která ji vlastnila od roku 1875. Obraz byl koupen za cenu asi 69 000 liber.